# Bruno Tackels
Bruno Tackels (Bruselas, 27 de noviembre de 1965) es un filósofo y crítico de teatro, francés de origen belga.

## Trayectoria

### Docencia
Tackels es Doctor en filosofía por la Universidad de Estrasburgo (1994), donde trabajó bajo la dirección de Philippe Lacoue-Labarthe. Es especialista en la obra del filósofo alemán Walter Benjamin, y en la teoría moderna de la obra de arte. De 1995 a 2000, impartió la cátedra de estética en el Departamento de Artes Escénicas de la Universidad de Rennes 2 Alta Bretaña. Tackels ha publicado diversos libros, algunos de los cuales han sido traducidos al español.

### Periodismo
Es crítico de teatro para la revista francesa Mouvement, de la cual es miembro del consejo editorial, y fue productor de programas en la cadena pública de radio francesa France Culture. De 2008 a 2012, fue responsable del programa de debate cultural sobre pensadores del teatro, Autour du Plateau, transmitido en France Culture. Tackels ha sido una figura importante en la editorial Les Solitaires intempestifs (los solitarios no deseados), donde ha dirigido la colección filosófica "Essais", que él mismo creó en el año 2000.

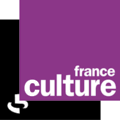
France Culture cadena de radio pública francesa creada en 1963

### Gestión cultural
A partir de 2014, Tackels trabajó en la Dirección General de Creación Artística del Ministerio de Cultura de Francia, incluso como investigador.  Tackels tiene una larga experiencia como gestor cultural en el mundo del teatro. En ocasión de una huelga en el teatro La Comuna de París, polemizó públicamente con los huelguistas, expresándoles su preocupación por el efecto negativo y contraproducente que este tipo de medidas sindicales tiene en los proyectos culturales y en el público.

## Libros
- Walter Benjamin. Une introduction. Editorial Presses universitaires de Strasbourg de la Universidad de Estrasburgo, ISBN : 9782868204370. Estrasburgo, Francia (1992).
- A vues: Ecrits sur le théâtre aujourd'hui. Editorial Christian Bourgois, ISBN : 9782267014358. París, Francia (1997).
- L'Œuvre d'art à l'époque de W. Benjamin. Histoire d'aura. Editorial L'Harmattan, ISBN : 9782738487100. París, Francia (2000).
- Petite introduction à Walter Benjamin. Editorial L'Harmattan, ISBN : 9782747500340. París, Francia (2001).
- Fragments d'un théâtre amoureux, Editorial Les Solitaires Intempestifs, ISBN : 9782846810067. París, Francia (2001).
- Avec Gabily, voyant de la langue, seguido de una entrevista con Didier-Georges Gabily. Editorial Actes Sud, ISBN : 978-2-7427-4425-1. París, Francia (2003).
- Le cas Avignon 2005, regards critique, (con Georges Banu), Editorial L'Entretemps, ISBN : 9782912877574. París, Francia (2005).
- Les Castellucci - Ecrivains de Plateau I, Editorial Les Solitaires Intempestifs, ISBN : 978-2-84681-146-0. París, Francia (2005).
- François Tanguy et le Théâtre du Radeau - Ecrivains de Plateau II, Editorial Les Solitaires intempestifs, ISBN : 978-2-84681-087-6. París, Francia (2005).
- Anatoli Vassiliev - Ecrivains de Plateau III, Editorial Les Solitaires intempestifs, ISBN : 978-2-84681-169-9. París, Francia (2006).
- Rodrigo García - Ecrivains de plateau IV, Editorial Les Solitaires intempestifs, ISBN : 978-2-84681-206-1. París, Francia (2007).
- Pippo Delbono - Ecrivains de plateau V, Editorial Les Solitaires intempestifs, ISBN : 978-2-84681-258-0. París, Francia (2009).
- Walter Benjamin, une vie dans les textes. Essai biographique, Editorial Actes Sud, ISBN : 978-2-7427-8224-6. París, Francia (2009).
- Pequeña Introducción a Walter Benjamin, Bruno Tackels. Universidad Nacional de Colombia, ISBN : 9789587195392. Bogotá, Colombia (2010).
- Walter Benjamin: Una vida en los textos. Con traducción del francés al español de Josep Aguado Codes e Inmaculada Miñana Arnao. Editorial Publicacions de la Universitat de València, ISBN : 9788437088259. Valencia, España (2012).
- Ariane Mnouchkine et le Théâtre du Soleil - Ecrivains de plateau VI, Editorial Les Solitaires intempestifs, ISBN : 978-2-84681-388-4. París, Francia (2013).
- Les Écritures de plateau (État des lieux), Editorial Les Solitaires intempestifs, ISBN : 978-2-84681-441-6. París, Francia (2015).

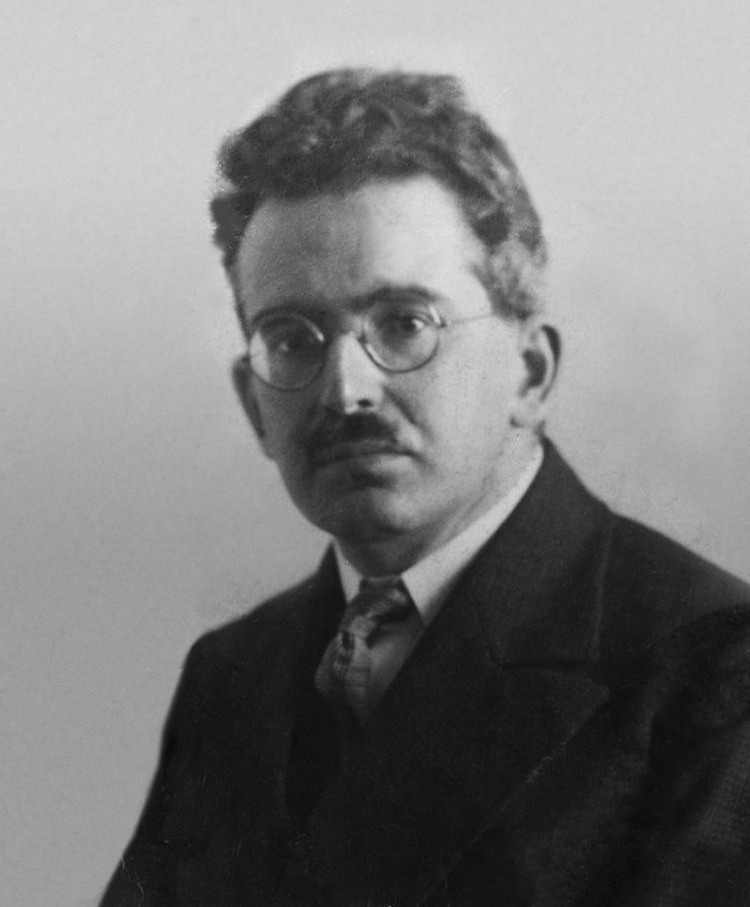
El filósofo alemán Walter Benjamin en 1928

## Premios
En 2017, recibió el Premio Europeo de Ensayo Filosófico Walter Benjamin, por su ensayo biográfico Walter Benjamin: Una vida en textos, libro que ya había recibido siete años antes de la Academia Francesa, el Premio Roland de Jouvenel 2010.

## Colombia
Tackels reside actualmente en Colombia, donde participa de múltiples actividades académicas, entre ellas, varias enfocadas a su experticia, tanto en estética como en teoría del arte, para la Facultad de Artes de la Universidad Nacional de Colombia, sede Bogotá. 
En septiembre de 2017, la Universidad Nacional de Colombia le otorgó el título de Profesor Honorario, distinción que le fue entregada por su excelencia académica.
Tackels también ha participado en actividades académicas de la Universidad Distrital Francisco José de Caldas, la Universidad del Atlántico, y la Universidad Pontificia Bolivariana, así como en el Encuentro Internacional de Prácticas Escénicas Contemporáneas de Medellín.